# Pelikan Łowicz
Pelikan Łowicz ist ein polnischer Fußballverein aus Łowicz in der Woiwodschaft Łódź. Zurzeit spielt der Verein in der 3. Liga, Gruppe 1.

## Geschichte
Der Verein Pelikan Łowicz wurde 1945 gegründet. Nach Fusionen mit anderen Vereinen und Umbenennungen entstand 1956 endgültig der KS Pelikan Łowicz. Jahrzehntelang spielte der Verein in unteren Ligen (meistens der vierten und fünften), ehe 1991 der Aufstieg in die dritte Liga gelang. Nach einigen Jahren im Mittelfeld der Liga belegten die Grün-Weißen in der Saison 2005/06 den zweiten Rang, unterlagen aber in den Aufstiegsspielen gegen Podbeskidzie Bielsko-Biała (1:1 zu Hause, 2:5 auswärts). Ein Jahr später wurde erneut der zweite Platz erreicht, doch diesmal konnten sich die Spieler aus Łowicz mit 2:0 (Heim) und 2:3 (Auswärts) gegen Kmita Zabierzów durchsetzen. Nach nur einer Saison in der 1. Liga (damals noch 2. Liga) stieg der Verein als Letzter wieder ab. Nach mehreren Saisons in der 2. Liga folgte der Abstieg in die viertklassige 3. Liga, in der man seit 2014 spielt.

## Spieler
- Maciej Rybus (19??–2005)